# Jianchang (cheval)
Pour l’article homonyme, voir Jianchang.
Le Jianchang (chinois simplifié : 建昌马 ; chinois traditionnel : 建昌馬 ; pinyin : Jiàn chāng mǎ) est une race de poneys originaire du Sichuan, en Chine. Son élevage est établi au moins depuis le Xe siècle dans sa région originelle. Il appartient génétiquement au groupe des poneys du Sud-Ouest de la Chine, ce qui se traduit par un modèle léger et compact, pour une taille moyenne d'1,15 m. Le Jianchang est surtout utilisé bâté.

## Dénomination
Il est également connu sous le nom de « Chuan ». L'auteur autrichien Martin Haller cite le « Setchouan » parmi les poney d'Asie du Sud-Est aux origines anciennes influencés par le cheval mongol, mais précise qu'il se démarque de cette dernière race.

## Histoire
Le Jianchang appartient au groupe des poneys du Sud de la Chine. L'origine de ces animaux est ancienne, puisque des haras furent établis officiellement dans la région du Xichang (dans le Sichuan) entre 947 et 950. Il s'opère alors une sélection basée sur la course et la pratique de l'archerie montée.
Il est très proche du poney Sikang présent dans l'Ouest du Sichuan et à l'Est du Tibet ; les deux noms pourraient être synonymes. Il est également assimilé à une variété du poney Xinan, c'est-à-dire le poney du Sud-Ouest de la Chine.
La race avait autrefois une grande réputation.

## Description
La FAO considère le Jiangchang comme un poney. Les études génétiques ont prouvé son appartenance au groupe des poneys du Sud de la Chine, ce qui l'apparente aux races du Baise, du Debao, du Wenshan, du Guizhou, du Luoping, du Jinjiang, du Lichuan et du Dali,. Proche de la race du Vieux Lijiang originaire de la province voisine.

### Taille et poids
Il mesure environ 1,12 m à 1,16 m, entre autres selon CAB International (2016). La FAO donne une mesure moyenne de 1,14 m pour les femelles et 1,16 m pour les mâles, pour un poids moyen respectif de 205 et 216 kg. Le guide Delachaux (2014) cite une fourchette très proche, de 1,14 m à 1,17 m.

### Morphologie
Le modèle est léger, grossier, rustique et compact,. La tête est petite (grande selon le guide Delachaux) et sèche, datée de courtes oreilles et d'une bonne largeur entre les deux yeux, avec un profil rectiligne. Le nez est petit, l'encolure de longueur et de largeur moyennes. Elle peut être portée à l'horizontale. La poitrine est étroite,. Le garrot est proprement défini, la croupe légèrement inclinée,, avec une queue attachée bas. Les jambes sont fines, avec des articulations solides et des tendons bien définis. Le pied est petit, bien conformé et très solide.

### Robe
La robe est surtout baie ou noire, plus rarement alezane,.

### Tempérament et entretien
Le Jianchang est particulièrement bien adapté à la circulation sur les petites routes de montagne étroites de sa région. Cette race présente une croissance rapide jusqu'à l'âge d'un an. Les juments connaissent en moyenne 20 lactations dans leur vie, et peuvent se reproduire jusqu'à l'âge de 20 ans.
Le caractère est réputé facile. 

## Utilisations

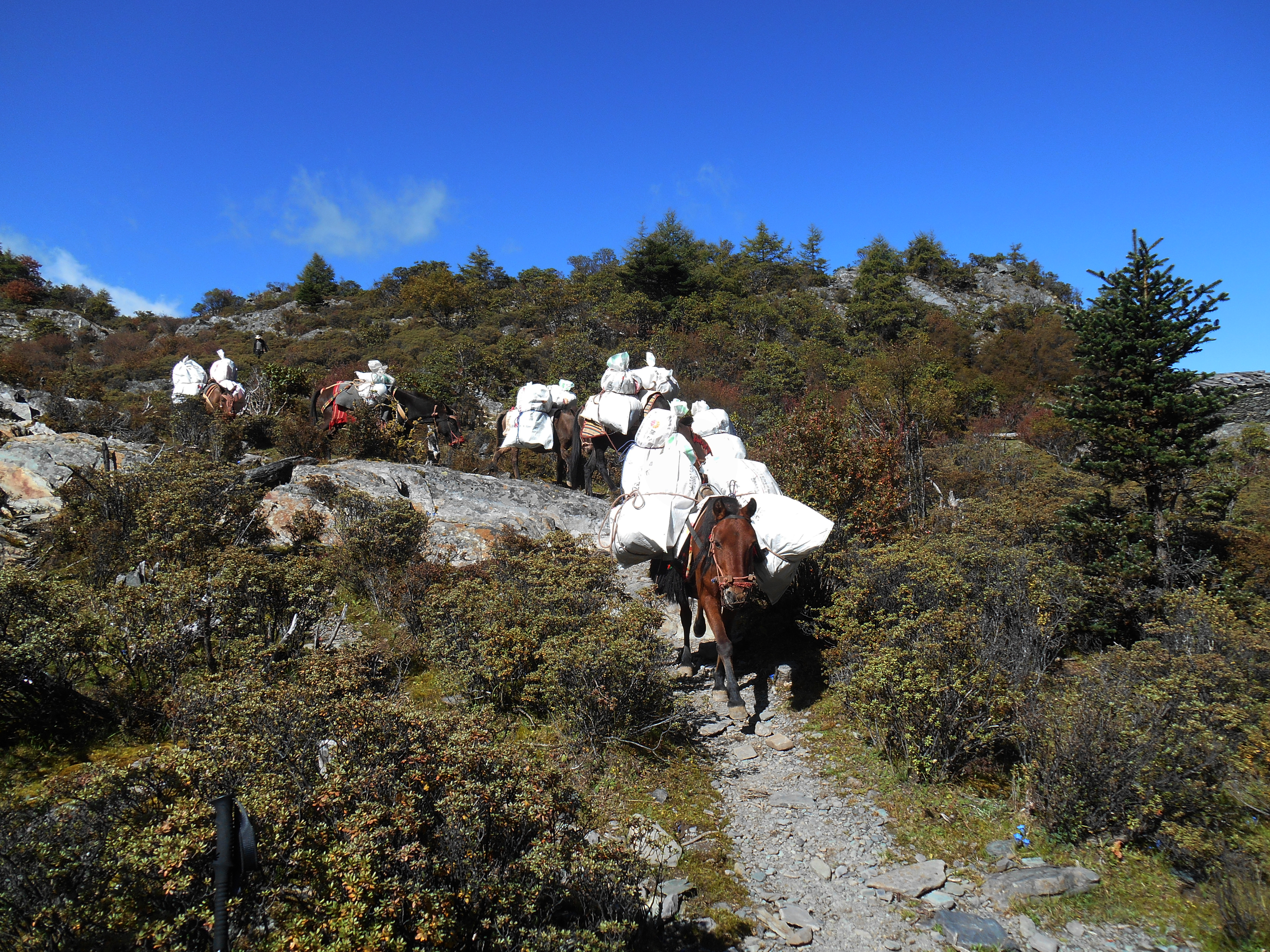
Poneys bâtés dans le Xian autonome tibétain de Muli, à 卡尔牧场.

Le Jiangchang est bâté pour le transport en montagne sur longue distance : il peut parcourir journellement de 30 à 40 km avec une charge de 60 à 100 kg sur le dos. Les tests ont démontré qu'un Jianchang peut tracter 120 % de son propre poids. Plus rarement, ces chevaux sont montés.
Il pourrait avoir influencé les poneys japonais et tibétains.

## Diffusion de l'élevage

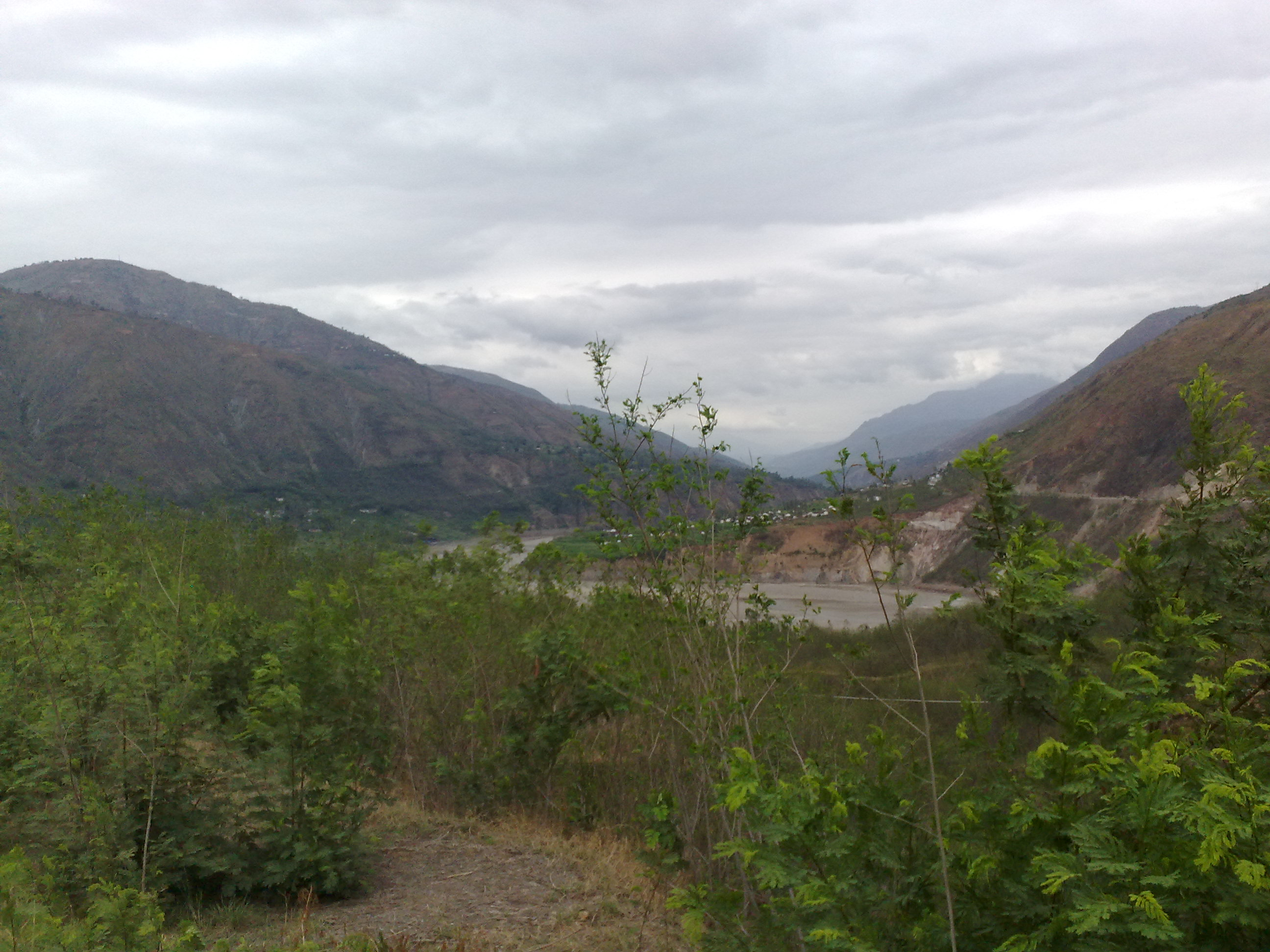
Huidong, dans le biotope historique du Jianchang.

La région d'élevage est constituée des montagnes du Liangshan,, du Xichang, du Hanyuan, du Ya'an, du xian de Yanbian et du Dukou, situés dans le Sud et le centre de la province du Sichuan. Le Jianchang appartient aux races natives de Chine,. Contrairement à la plupart des autres races chinoises, sa population est en expansion : la FAO relevait environ 70 000 animaux en 1980, pour une fourchette comprise entre 120 000 et 239 900 en 2005 ; CAB International cite une médiane de 200 000. D'après l'évaluation de la FAO réalisée en 2007, ce cheval n'est pas menacé d'extinction.